# Doktor Doom
Doktor Doom (Victor von Doom) je izmišljena osebnost, stripovski superzlobnež, ki se pojavlja v stripih ameriške založbe Marvel. Ustvarila sta ga risarja Stan Lee in Jack Kirby, prvič pa se je pojavil v stripu The Fantastic Four #5 (julij 1962). Victor von Doom je monarh izmišljene evropske države Latverije, ki uporablja svoje obvladanje tako znanosti kot magije pri doseganju svojih ciljev, da s svetovno prevlado uvede red med človeštvom in dokaže svojo intelektualno premoč nad Mister Fantasticom – njegovim študentskim tekmecem in vodjo Fantastičnih Štirih, ki ga krivi za svojo iznakaženost. Doom je skoraj vedno upodobljen v čarobno kovanem oklepu s kovinsko masko in zelenim plaščem s kapuco, da prikrije brazgotine na obrazu. Čeprav velja za enega najpametnejših likov v Marvelovem vesolju, Doomov ponos in arogantnost pogosto povzročita neuspeh njegovih osvajalskih načrtov. Čeprav so njegova glavna obsedenost Fantastični štirje, je Doom sodeloval tudi z drugimi superzlobneži, vključno z Normanom Osbornom in Lokijem, da bi se zoperstavil junakom, kot so Spider-Man, Iron Man, Doktor Strange, Črni panter, X-Men in Maščevalci.
Doktor Doom se bo pojavil v prihajajočem filmu Maščevalci: Sodni dan, kjer ga bo upodobil igralec Robert Downey Jr.